# Rem Lift 25000
Die Rem Lift 25000 ist eine als Dockschiff bezeichnete Spezialbarge ohne eigenen Antrieb. 

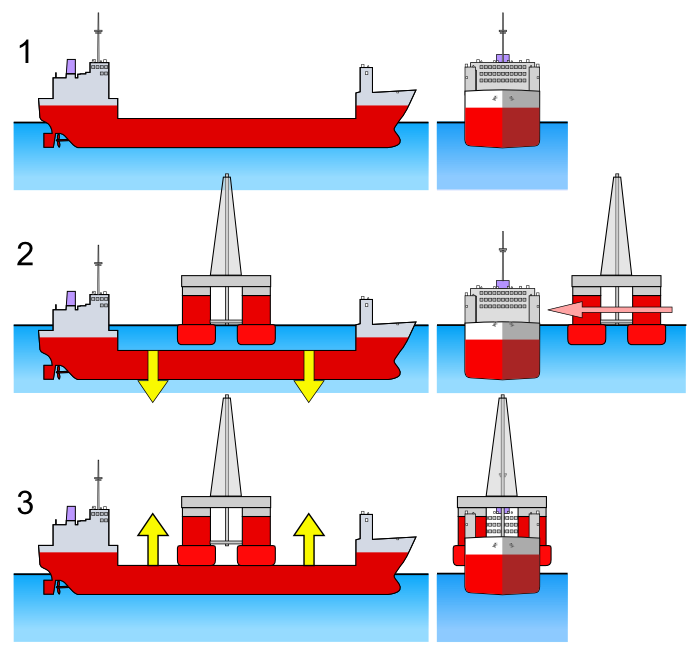
Prinzip der Beladung eines Dockschiffes

## Beschreibung
Die in Japan als Giant 4 gebaute Barge kann, ähnlich wie ein Schwimmdock, ihren Rumpf durch Fluten von Ballasttanks soweit absenken, dass die Ladefläche unter Wasser sinkt und schwimmende Lasten aufgenommen oder gelöscht werden können. Die Be- und Entladung kann von der Seite oder von hinten erfolgen. Die nutzbare Ladefläche ist 4320 m² groß und kann mit 15 t/m² belastet werden. Die Tragfähigkeit der Barge beträgt 24.135 tdw. Typische Ladungen sind Bohrinseln, havarierte Kriegsschiffe und andere, nicht seegängige Schiffe. 

## Bergung der Kursk
Die Barge gehörte vor 2012 als Giant 4 zur Flotte von Smit International. Das Unternehmen war 2001 maßgeblich an der Bergung der Kursk, einem 2000 gesunkenen, russischem Atom-U-Boot der Oscar-II-Klasse, beteiligt. Zusammen mit Mammoet war ein aufwändiges Konzept entwickelt worden, um das Wrack aus seiner Position 100 Meter unter der Oberfläche der Barentssee zu zersägen, zu heben und mit der Giant 4 abzutransportieren. Dazu wurde die Giant 4 in der Schiffswerft Shipdock Amsterdam entsprechend ausgerüstet und ein Wohnblock, ein Maschinenbereich zur Energie- und Druckluftversorgung sowie ein Lager für Werkzeuge, Reserveteile und Arbeitsmedien (Stickstoff, Sauerstoff u. a.) aufgesetzt. Der Schiffskörper wurde an den notwendigen Stellen verstärkt, sechsundzwanzig Heber und Kompensatoren mit großen Trommeln wurden installiert. 